# Gulls de San Diego
Pour les articles homonymes, voir Gulls de San Diego (homonymie).
Les Gulls de San Diego sont une équipe professionnelle de hockey sur glace de la Ligue américaine de hockey. L'équipe est basée à San Diego en Californie.

## Histoire
L'équipe est créée en 2015 à la suite du déménagement des Admirals de Norfolk.

## Statistiques
| Saison    | PJ | V  | D  | DP | DTB | BP  | BC  | Pts | Classement                    | Séries éliminatoires                                                       |
| --------- | -- | -- | -- | -- | --- | --- | --- | --- | ----------------------------- | -------------------------------------------------------------------------- |
| 2015-2016 | 68 | 39 | 23 | 4  | 2   | 208 | 200 | 84  | 2e place, division Pacifique  | 3-1 Stars du Texas 1-4 Reign d'Ontario                                     |
| 2016-2017 | 68 | 43 | 20 | 3  | 2   | 221 | 178 | 91  | 2e place, division Pacifique  | 3-2 Reign d'Ontario 1-4 Barracuda de San José                              |
| 2017-2018 | 68 | 36 | 28 | 3  | 1   | 202 | 197 | 76  | 5e place, division Pacifique  | Non qualifiés                                                              |
| 2018-2019 | 68 | 36 | 24 | 5  | 3   | 239 | 221 | 80  | 3e place, division Pacifique  | 3-1 Barracuda de San José 4-2 Condors de Bakersfield 2-4 Wolves de Chicago |
| 2019-2020 | 57 | 30 | 19 | 6  | 2   | 185 | 164 | 68  | 4e division Pacifique         | Séries annulées à cause de la pandémie de Covid-19                         |
| 2020-2021 | 44 | 26 | 17 | 1  | 0   | 153 | 142 | 53  | 3e division Pacifique         | Séries annulées à cause de la pandémie.                                    |
| 2021-2022 | 68 | 28 | 33 | 4  | 3   | 197 | 223 | 63  | 7e division Pacifique         | 0-2 Reign d'Ontario                                                        |
| 2022-2023 | 72 | 20 | 49 | 2  | 1   | 180 | 281 | 43  | 10e place, division Pacifique | Non qualifiés                                                              |
| 2023-2024 | 72 | 26 | 35 | 10 | 1   | 216 | 245 | 63  | 9e place, division Pacifique  | Non qualifiés                                                              |

## Joueurs et entraîneurs

### Joueurs actuels
| No    | Nom                   | Nat. | Position       | Arrivée |
| ----- | --------------------- | ---- | -------------- | ------- |
| +001, | Lukas Dostal          |      | Gardien de but |         |
| +031, | Olle Eriksson Ek      |      | Gardien de but |         |
| +002, | Austin Strand         |      | Défenseur      |         |
| +004, | Drew Helleson         |      | Défenseur      |         |
| +029, | Axel Andersson        |      | Défenseur      |         |
| +038, | Luka Profaca          |      | Défenseur      |         |
| +039, | Nikolas Brouillard    |      | Défenseur      |         |
| +040, | Jarod Hilderman       |      | Défenseur      |         |
| +044, | Josh Healey – A       |      | Défenseur      |         |
| +045, | Olli Juolevi          |      | Défenseur      |         |
| +007, | Brayden Tracey        |      | Ailier gauche  |         |
| +010, | Josh Lopina           |      | Centre         |         |
| +011, | Jacob Perreault       |      | Ailier droit   |         |
| +014, | Danny O'Regan – A     |      | Centre         |         |
| +015, | Dmitry Osipov         |      | Ailier droit   |         |
| +016, | Bryce Kindopp         |      | Ailier droit   |         |
| +018, | Brent Gates Jr.       |      | Centre         |         |
| +019, | Chase De Leo – C      |      | Ailier gauche  |         |
| +021, | Glenn Gawdin          |      | Centre         |         |
| +022, | Blake McLaughlin      |      | Ailier gauche  |         |
| +023, | Justin Kirkland       |      | Centre         |         |
| +024, | Benoit-Olivier Groulx |      | Centre         |         |
| +026, | Logan Nijhoff         |      | Ailier gauche  |         |
| +028, | Rocco Grimaldi        |      | Ailier droit   |         |
| +036, | Hunter Drew           |      | Ailier droit   |         |

### Capitaines
- Joe Piskula (2015-2016)
- Jaycob Megna (2018-2019)
- Sam Carrick (2019-2022)
- Chase De Leo (2022-2024)
- Ryan Carpenter (2024-)

### Entraîneurs
- Dallas Eakins (2015-2019)
- Kevin Dineen (2019-2021)
- Joël Bouchard (2021-2022)
- Roy Sommer (2022-2023)
- Matt McIlvane (2023-)